# Епископ шабачко-ваљевски Мелетије
Мелетије (световно Милан Марковић; Вранеши, код Врњачке Бање, 10. јануар 1806 — Шабац, 26. октобар 1848) био је епископ шабачко-ваљевски. Такође је био игуман Манастира Љубостиње (1835—1842) теолог и архимандрит.

## Биографија
Епископ Мелетије (Марковић) рођен је 10. јануара 1806. године у селу Вранеши код Врњачке Бање. Школовао се у Манастиру Љубостиња код Трстеника, гдје је добио и монашки чин. Митрополит Агатангел га је унаприједио у чин јерођакона 5. августа 1825, а митрополит Кирил у јеромонаха 20. септембра 1826. године.
Архимандрит Мелетије Марковић, који је Љубостињом управљао између 1835. и 1842. године, пошао је стопама свог претходника па је обезбедио преко потребну обрадиву земљу за њиве и пашњаке. Откупио је три воденице и изградио још једну, око порте је започео изградњу заштитног зида, а цркву покрио ћерамидом. У његово време, у лето 1839. године, организован је пренос моштију Стефана Првовенчаног из Каленића у Студеницу, те су краљеве мошти 20. августа преноћиле у манастиру.
Доласком Уставобранитеља на власт долази и до одмазде против бројних свештених лица, која су била присталице Обреновића. Архимандрит Мелетије био је један од првих који су то доживели. Најпре је послат на епитимију у манастир Рачу, да би му затим било дозвољено да се 1843. врати у Љубостињу, али не као управитељ.
Из непознатих разлога Мелетије чак бежи у Аустрију, одакле се, уз благослов и опрост Цркве враћа у Љубостињу 1845. године, и од Макарија преузима управу над манастиром, која је трајала до 1847. године, када Мелетије постаје епископ шабачки.
Неко вријеме је био придворни монах митрололита Мелентија Павловића. Потом постаје архимандрит манастира Љубостиње и члан апелаторијске конзисторије. Боравио је три године у Светој Гори и Цариграду и по повратку је опет старјешина у Љубостињи. Постао је епископ шабачки 4. маја 1847.
Упокојио се у Шапцу 26. октобара 1848. године где је сахрањен.